# Kulka Frigyes
Kulka Frigyes (Ipolyság, 1925. január 31. – Budapest, 1989. szeptember 23.) orvos, mellkassebész, tüdőgyógyász szakorvos, az orvostudományok doktora, egyetemi tanár. Kulka Janina és Kulka János, a nemzet színésze apja.

## Kutatási területe
Mellkassebészet, tüdőgyógyászat. Tudományos eredményeit magyar, angol és német nyelven publikálta.

## Életpályája
Apai nagyapja a zsidó hitközség vezetőségi tagja volt, a család őrizte a zsidó hagyományokat. Orvosi tanulmányait a Pázmány Péter Tudományegyetemen végezte 1945 és 1950 között. 1950-ben avatták orvosdoktorrá. Első munkahelye az Országos Korányi TBC Szanatóriumban volt 1950 és 1959 között, innen két alkalommal, 1951-től 1953-ig és 1955-től 1956-ig Koreában, a Magyar Kórházban dolgozott. Folyamatosan szakorvosi vizsgákat tett tüdőgyógyászatból (1953), sebészetből (1955), tüdősebészetből (1959).
1959-ben Szegedre ment dolgozni, ahol kinevezték a Szegedi Tudományegyetem I. számú Sebészeti Klinikájára egyetemi docensnek, innen egy tanévet a Müncheni Egyetem Sebészeti Intézetében töltött Humboldt-ösztöndíjjal. 1969. július 1-jén egyetemi tanári kinevezést kapott. A tudományos és szakmai követelményeknek maximálisan eleget tett. 1960-ban megvédte A pleura szerepe és jelentősége a tüdőtuberculosis excisiós sebészeti kezelésében című kandidátusi értekezését, 1972-ben az orvostudományok doktora lett.
Az egyetemi klinikákon helyt kell állni az egyetemi hallgatók oktatásában, képzésében, a betegek gyógyításában és lépést kell tartani az új eredményekkel és hozzá is kell járulni az orvostudomány új eredményeihez. Kulka Frigyes mindennek eleget tett, s még több éven át, 1972 és 1978 között ellátta a klinikai rektorhelyettesi teendőket is, ő volt a Mellkasi Sebészeti Osztály megszervezője és vezetője is.
1979-től a budapesti Orvostovábbképző Egyetem Mellkassebészeti Tanszékén folytatta munkásságát, 1981-től az I. sz. Sebészeti Klinika tanszékvezető egyetemi tanára, 1986. július 1-jétől haláláig rektora volt.

## Családja
Szülei a holokauszt áldozatai lettek. Felesége, Boleman Eszter fordítással foglalkozott és dramaturgként működött a Szegedi Nemzeti Színházban. Janina lányuk patológus professzor, János fiuk Kossuth-díjas színész, a Nemzet Színésze.

## Publikációi (válogatás)
- Clinical aspects and X-ray diagnosis of the paragonimiasis. (M. Barabással). Acta Medica Academiae Scientiarum Hungaricae, 1956
- Az ún. idiopathiás spontán pneumothorax primér műtéti ellátásról. Tuberkulózis és Tüdőbetegségek, 1962
- Klinikai és kísérletes adatok a tüdőresectiókat követő utóvérzéshez. (Társszerző: Boros M.) Uo. 1963
- Az emphysema sebészeti kezelése (Társszerző Kovács B.) Orvosi Hetilap, 1967
- A tüdőtransplantatio lehetőségei (Társszerző Kovács B.) Tuberkulózis és Tüdőbetegségek, 1968
- Rosszindulatú tüdődaganatok. Orvostudomány, 1983
- Lungen und kardiovaskulär Verletzungen beim Polytrauma. Zentralblatt für Chirurgie, 1983
- Tízezer tüdőrezekció után végzett reoperációk elemzése. Magyar Sebészet, 1983

## Tudományos tisztségei (válogatás)
- Országos Sebészeti Intézet és Országos Korányi Tüdőgyógyintézet Szakmai Kollégiuma tagja
- Az Egészségügyi Minisztérium Felsőoktatási Bizottságának tagja
- ETT[6]-tag
- TMB[7] Klinikai Bizottsági tagja
- Az Orvostudomány Aktuális Kérdései című könyvsorozat szerkesztője
- Az Orvosképzés c. szakfolyóirat szerkesztője
- Magyar Sebészet, Pneumologia Hungarica, European Journal of Cardio-thoracic Surgery c. szakfolyóiratok szerkesztő bizottságainak tagja

## Társasági tagság (válogatás)
- Magyar Sebész Társaság elnöke
- Korányi Frigyes TBC és Tüdőgyőgyász Társaság tagja
- International College of Surgeons hazai szekció vezetője és európai elnökségi tag
- International College of Chest Ohysicians tag
- Societas Europea Oneumologica Mellkassebészeti elnök (1988-89)
- Society of Thoracic Surgeons (USA)
- Royal College of Thoracic Surgeons tagja
- Deutsche Gesellschaft für Thoraxchirurgie tagja
- Csehszlovák-, kubai- és NDK sebésztársaságok tagja

## Díjak, elismerések (válogatás)
- Oktatásügy Kiváló Dolgozója (1974)
- Korányi Frigyes-emlékérem (1977)
- Ifjúságért Érdemérem (1978)
- SZOTE (=Szegedi Orvostudományi Egyetem) Kiváló Nevelője (1979)
- Kiváló Orvos (1983)
- Magyar Népköztársaság babérkoszorúval ékesített Zászlórendje (1989)
- Balassa János-emlékérem
- Markusovszky-díj

## Emlékezete
1994 júniusában portrészobrot emeltek tiszteletére a szegedi Sebészeti Klinika előcsarnokában, a szobor alkotója Szathmáry Gyöngyi.
„Az utolsó mondattal kezdd!” Kulka Frigyes – Egy rendkívüli gyógyító emlékére
Napkút Kiadó, 2020, portrékötet
2025. január 31-én emléktáblát avattak egykori budapesti Hold utcai lakóházának falán. Az emléktábla alkotói Hönich Csongor formatervező, Kontur András szobrászművész és Szalay Gyöngyi szobrászművész.